# Didymotique
Didymotique (signifiant « double » δίδυμος « enceinte » τείχος, en grec moderne : Διδυμότειχο, Didymóticho), est une ville de Thrace, située au nord-est de la Grèce dans le dème du même nom et le district régional de l'Évros. Le nom peut être romanisé de plusieurs façons et plusieurs graphies sont donc utilisées. Elle est appelée en turc Dimetoka, en bulgare Димотика, et Le Dimot par les auteurs français du Moyen Âge. Selon le recensement de 2021, la ville compte 8 611 habitants.

## Géographie
Didymotique est située à moins de trois kilomètres de la frontière turque, à environ 100 kilomètres au nord d’Alexandroúpoli sur la mer Égée et à 50 kilomètres au sud d’Andrinople. La ville est située en plaine, au bord d'un plateau karstique percé de grottes, sur la rive nord de la rivière Erythropotamos (signifiant « rivière rouge », en bulgare Luda Reka), affluent de l’Évros (Hèbre, que les bulgares nomment Maritsa et les turcs Meriç). L’Erythropotamos s’y jette trois kilomètres au sud-est du centre de la ville. L’Évros forme la frontière est de la commune et, en même temps, la frontière de la Grèce avec la Turquie et une frontière (surveillée par la « Frontex ») de l’Union européenne. Du côté turc se trouve la ville jumelle d’Uzunköprü (signifiant « long pont » en turc, car le lit de l’Évros est ici assez large). À l’ouest, la limite de la commune est aussi une frontière internationale avec la Bulgarie, plus précisément avec l’Oblast de Khaskovo. En Grèce, les communes voisines sont Orestiáda au nord et Souflí au sud.
|                        | Orestiáda   |           |
| Ivaïlovgrad (Bulgarie) | Didymotique | Uzunköprü |
|                        | Souflí      |           |

## Histoire

### La période byzantine
Les fouilles archéologiques font remonter la fondation de la ville au VIIe siècle. Elle vit naître les empereurs byzantins Basile II, Jean III Doukas Vatatzès et Jean V Paléologue. Basile II, aussi appelé le « tueur de Bulgares » (Bulgarochtone), y établit son quartier général lorsqu’il entreprit la reconquête des Balkans, que l’Empire byzantin avait perdus quatre siècles auparavant. C’est là que Basile assigna à résidence Bardas Skleros et sa famille après que ce dernier eut fait sa soumission en 989, afin qu’il participe à la lutte contre les Bulgares. Son premier évêque connu, Nicéphore, participa au concile de 879.
Bien que les Croisades aient affaibli l’Empire byzantin, signifiant aussi le déclin de la ville, Didymotique devait toutefois demeurer une ville impériale d’importance.
La ville fut ravagée le 24 novembre 1189 par les troupes de Frédéric Barberousse au cours de la troisième croisade, lors de son conflit avec Isaac II Ange.
L’évêque de Didymotique fut élevé au rang d’archevêque au XIIe siècle et de métropolite au XIIIe. De 1204 à 1206, Didymotique servit de résidence au patriarche Jean X Kamateros et devint un centre de résistance religieux contre le patriarcat latin de Constantinople. Pour sa part, l’aristocratie rurale byzantine de Thrace, d’abord bien disposée à l’égard des conquérants, finit par se rebeller contre leurs pillages, leur arrogance et leur volonté d’imposer le catholicisme par la force. Elle appela à l’aide Ioannis Kaloiannis, souverain orthodoxe du royaume bulgaro-valaque, lui proposant la couronne impériale byzantine en cas de victoire. Kaloiannis répondit à leur appel et pénétra en Thrace, mettant le siège devant Didymotique dont il s’empara en juin 1206. Toutefois, les « Latins » parvinrent à reprendre la ville.
Successeur de Byzance, l’empire de Nicée avait été fondé par Théodore Lascaris. Ce n’était plus alors qu’une moyenne puissance en Anatolie. Il appartint au successeur de Théodore, Jean III Doukas Vatatzès, né à Didymotique vers 1192, de reprendre pied en Europe, d’envoyer ses troupes en Thrace et de reprendre Andrinople. Constantinople fut reconquise par les Grecs en 1261. Toutefois, l’armée byzantine composée en grande partie de mercenaires, n’était plus de taille à lutter contre le nouveau péril turc, et Byzance dut faire appel à la compagnie catalane de Roger de Flor pour aider les forces impériales à lutter contre les Turcs. Roger de Flor exigea toujours plus d’avantages et finit assassiné en 1305 dans le palais du coempereur Michel IX : une guerre ouverte éclata alors entre les anciens alliés. C’est à Didymotique que l’héritier de la couronne alla se réfugier pour défendre les principales villes de Thrace contre les Catalans,.
Ce fut le début d’une nouvelle période pour Didymotique. Au fur et à mesure que les Turcs avançaient en Anatolie et privaient Constantinople de son approvisionnement en blé, la Thrace prenait le relais et Didymotique devint, sous les Paléologues, la deuxième ville en importance de l’empire.

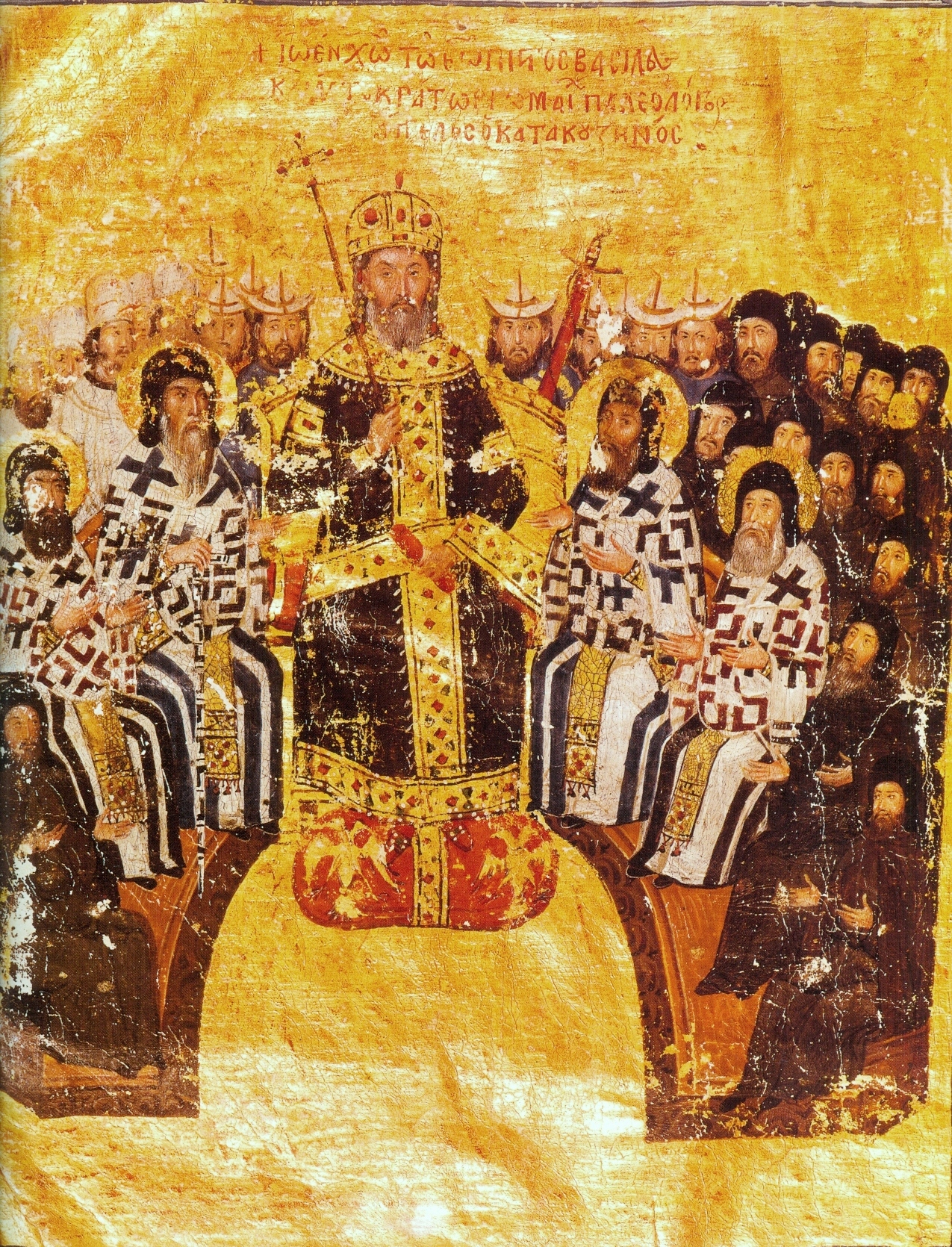
Jean VI Cantacuzène fit de Didymotique son quartier général avant de partir à la conquête du trône de Constantinople. Traités théologiques de Jean VI Cantacuzène, BNF Gr.1242

À la mort d’Andronic III, Jean Cantacuzène, chef de l’armée et proche compagnon du défunt empereur qui aurait aimé en faire son coempereur, prit en charge le gouvernement et partit combattre les pirates turcs qui avaient attaqué la Thrace, faisant de Didymotique son quartier général. En se préparant à une campagne contre la partie de la Grèce se trouvant sous domination franque, il y reçut une proposition des barons latins du Péloponnèse de se soumettre aux Byzantins en échange du maintien de leurs prérogatives, mais le projet ne put avoir lieu. Accusé d’usurpation par l’impératrice mère Jeanne de Savoie et Alexis Apokaukos, Jean fut proclamé empereur par ses partisans le 27 octobre 1341. Ce fut le début de la deuxième guerre civile de Byzance qui devait durer six ans, pendant laquelle Didymotique tomba aux mains du roi des Serbes Stefan Uroš IV Dušan, allié de la régence de l’impératrice-mère et du patriarche. En 1343, Cantacuzène put reprendre Didymotique et se diriger vers Constantinople où il entra le 3 février 1347,,.
Profitant des dissensions existant au sein de la maison des Paléologues, les Turcs ottomans continuèrent leur avancée et, après s’être emparés de Gallipoli, le fils d'Orhan, Soliman Pacha, passa en Europe allant à la conquête des pays balkaniques. En 1359, ses troupes se trouvaient devant Constantinople. D’après l’écrivain italien Matteo Villani, elles auraient conquis Didymotique une première fois la même année, puis définitivement en 1361, alors qu’elle remplaça temporairement Bursa comme résidence du sultanat. Didymotique devenait ainsi et jusqu’en 1366 la première capitale de l’empire ottoman en Europe.

### La période ottomane

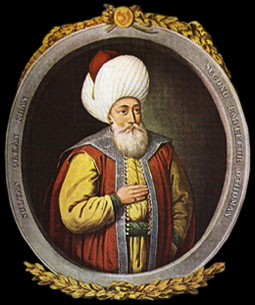
Le sultan ottoman Orhan Ier Ghazi ("le victorieux"). Son fils, Soliman Pacha, commença la conquête des Balkans.

Du XIVe au XVIe siècle, les Ottomans imposèrent leur domination sur la quasi-totalité des Balkans. C’est pendant cette période que Charles XII, alors roi de Suède se lança dans une campagne de Russie qui tourna au désastre. Ayant fui vers l’empire ottoman, il fut d’abord bien accueilli par le sultan Ahmed III, mais lassa vite ses hôtes en raison des frais qu’occasionnait son « séjour ». Fait prisonnier par les janissaires, il fut conduit en détention à Didymotique en novembre 1713 où il demeura quelques années jusqu’à son transfert à Constantinople.
Didymotique fit partie de l’empire ottoman jusqu’en 1912 avant d’être prise d’assaut par les troupes bulgares durant la Première Guerre balkanique et cédée par la suite à la Bulgarie. Lorsque la Deuxième Guerre balkanique éclata, les troupes bulgares furent défaites. En raison de la menace d’annexion à la Bulgarie, un mouvement de résistance se forma en Thrace occidentale où les quelque 185 000 habitants d’origine turco-musulmane formaient la majorité. Cette résistance conduisit à la création d’un gouvernement de Thrace occidentale.
À l’issue de cette guerre, la Bulgarie perdit la plupart des territoires qu'elle avait conquis lors de la Première Guerre balkanique soit la plus grande partie de la Macédoine et la Thrace orientale rendue à l'Empire Ottoman, ainsi que la Dobroudja du Sud envahie par la Roumanie. Mais en 1915, l’empire ottoman céda Didymotique aux Bulgares afin d’encourager ceux-ci à entrer à ses côtés dans la Première Guerre mondiale. Après la défaite de 1919, la Bulgarie dut céder définitivement la Thrace occidentale, y compris Didymotique, à la Grèce. À la suite d’un échange de population, 53 000 Bulgares quittèrent la Grèce et 46 000 Grecs la Bulgarie.

## De nos jours

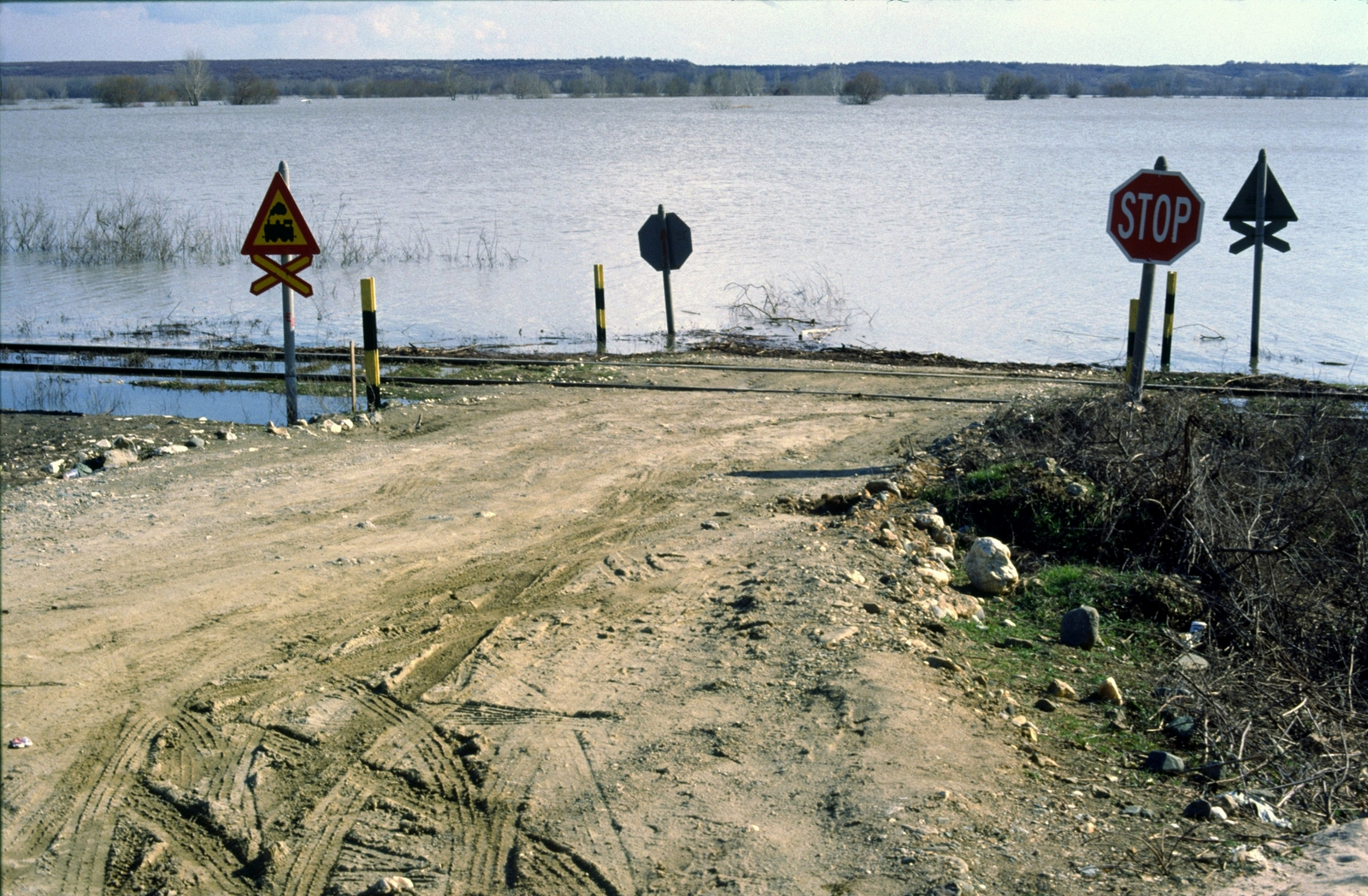
La crue de l'Évros (Maritsa) en 2005 causa des dommages considérables.

Le dème de Didymotique à la suite de la réforme Kallikratis (2010).

Didymotique et la préfecture de l’Évros furent une enclave allemande pendant la Seconde Guerre mondiale, car la partie occidentale de la préfecture appartenant au territoire de Thrace fut annexée par l’Allemagne de 1941 à 1944, alors que la Thrace occidentale et la Macédoine orientale étaient annexées par la Bulgarie tout en étant placées, elles aussi, sous administration militaire allemande.
Le 17 mars 2005, des pluies abondantes causèrent une crue de l’Évros qui inonda la ville et ses environs. Les eaux commencèrent lentement à reculer à partir du 4 mars, laissant derrière elles des dégâts considérables. Les liaisons ferroviaires furent interrompues pendant plusieurs mois. L’État dut mettre en œuvre des programmes d’aide d’urgence pour venir en aide à la population.
En 2010, conformément au programme Kallikratis la commune voisine de Metaxádes fut intégrée à celle de Didymotique.

## Attractions touristiques

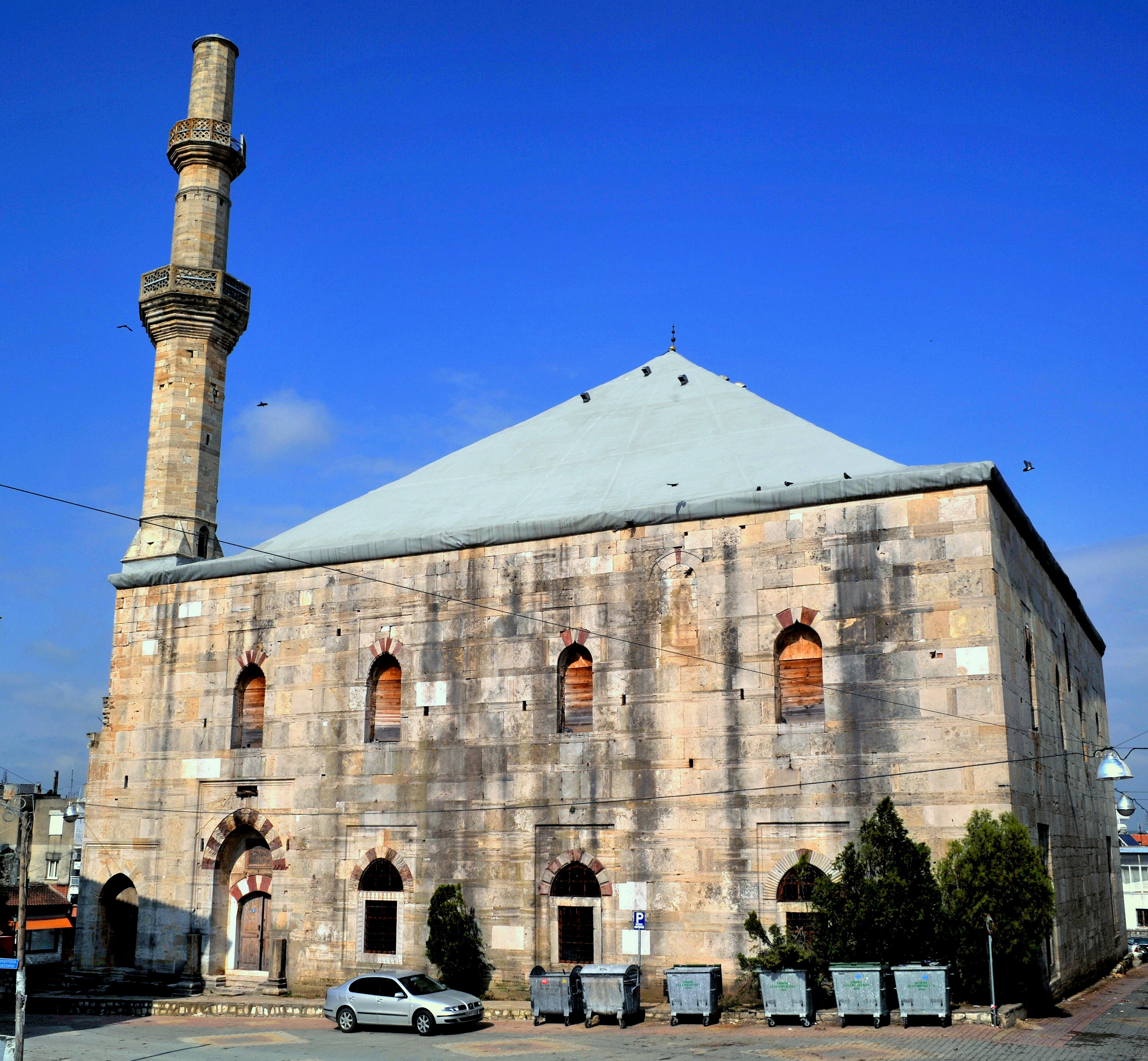
La mosquée Çelebi-Sultan-Mehmed.

Entre la gare de la ville, l’Erythropotamos et l’Évros on trouve l’Agia Petra. Les fouilles ont permis d’établir qu’il s’agit des ruines de l’antique Plotinopolis (en), ville fondée par l’empereur romain Trajan qui lui avait donné le nom de sa femme, Plotina. Les fouilles se poursuivent et les artefacts seront exposés au musée archéologique de Komotiní (en).
À l’intérieur des murs se trouve la vieille ville. On peut y voir l’église de sainte Catherine de même que l’église byzantine historique de saint Georges Palaeokastritis où fut couronné Jean VI Cantacuzène. On trouve également dans les environs une caverne rocheuse encadrée par les murs d’enceinte byzantins. Deux cavernes près de l’église de saint Athanase auraient servi, selon la légende, de prison à Charles XII de Suède.
La mosquée Çelebi-sultan-Mehmed, dont la construction fut commencée sous Mourad Ier (1326-1389) et terminée sous Bajazet Ier (1347-1402), est considérée comme la plus vieille mosquée d’Europe orientale. Elle fut construite alors que la ville servait temporairement de résidence au sultan. Elle dépasse en ancienneté celles d’Andrinople et de Constantinople et est présentement en reconstruction.
On pourra également visiter le complexe des bains turcs, mieux connu par les habitants de l’endroit comme « les bains de l’amour » ainsi que le musée ethnologique érigé en 1973 par le corps enseignant de la ville. Le musée militaire, autre musée municipal, attire de nombreux curieux en particulier les militaires grecs stationnés dans les environs. Sur les collines au sud de la ville se trouve la forêt de Tsingla qui sert de lieu de villégiature et d’excursions pour la population locale.

## Économie et infrastructure

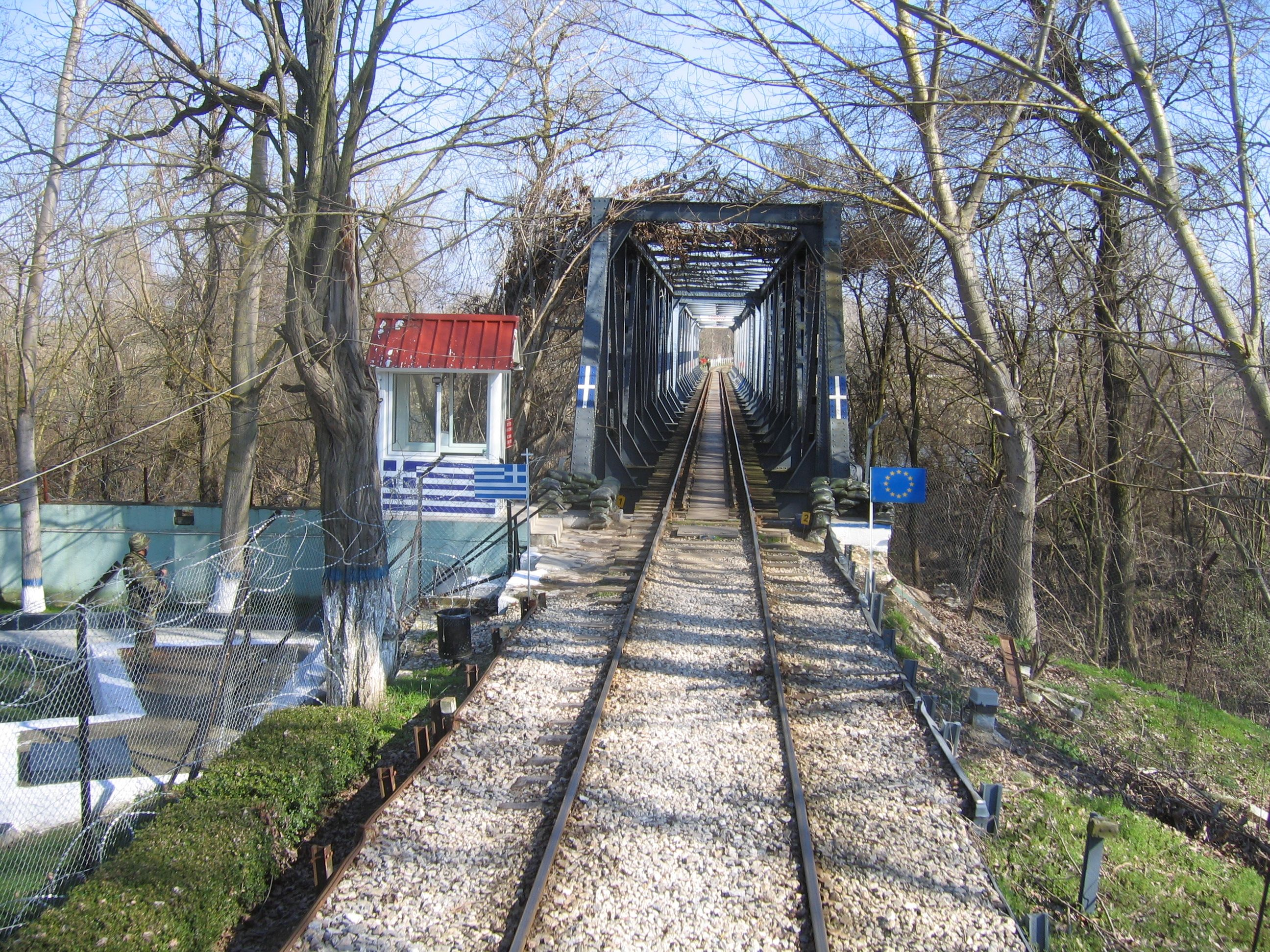
Le pont frontalier ferroviaire d'Empythio entre Didymotique et Uzunköprü.

L’agriculture est la principale source de revenus des habitants. Les principales cultures sont le coton et le maïs. L’industrie laitière est source de nombreux emplois en raison de la présence au nord de la ville d’une importante laiterie. Les soldats et officiers de l’armée grecque qui sont stationnés dans les environs contribuent au chiffre d’affaires des commerçants locaux. On trouve également à Didymotique une école d’administration pour les fonctionnaires de l’État de même qu’un hôpital d’État. Sur le plan religieux, la ville est le siège du métropolite de la région. La commune abrite aussi une école de formation pour les agents de la paix. La route nationale 51, construite il y a quelques années, est la voie de communication principale de la ville et relie celle-ci aux autoroutes Egnatía Odós au sud et « Orestiada » au nord. Une voie ferrée relie la ville aux principaux centres du pays. La compagnie de chemin de fer s’emploie à moderniser ce trajet qui est utilisé par les recrues et soldats qui viennent dans la préfecture y accomplir leur service militaire. De nombreux cars effectuent quotidiennement la liaison avec la Macédoine et l’Attique.

## Dans les environs
Au village de  Pythio se trouve l’ancienne voie de passage des chemins de fer entre la Turquie et la Grèce. Les Byzantins appelaient l’endroit Empythio. Aux abords du village s’élève une ancienne forteresse byzantine datant du XIVe siècle. En excellent état de conservation, cette forteresse où on gardait le Trésor public, constitue un bon exemple de l’architecture militaire des dernières années de l’empire byzantin. Sur la route conduisant au village voisin de Rigio on peut voir deux tombes datant du IVe siècle av. J.-C., vestige probable de l’ancienne civilisation thrace.
Le village de Sophiko (en grec Σοφικό), fut fondé par des réfugiés des villages de Kosti, Lilio et Megalo Zalouphi lesquels, depuis 1922, appartiennent à la Turquie. Après leur destruction au cours de la guerre entre les deux pays (1919-1922), leurs habitants s’installèrent sur la rive grecque de l’Évros où ils appelèrent leur village Souflari. Après plusieurs débordements du fleuve, les habitants se déplacèrent vers l’amont et fondèrent ce qui est aujourd’hui Sophiko. Celui-ci comprend de nos jours deux composantes, Kosti et Lilio ; bien qu’ayant à peine mille habitants, c’est l’un des plus gros villages de la commune. Il est situé dans le lit majeur fertile de l’Évros et l’agriculture est la source principale de revenus pour ses habitants. Le village compte trois églises dont la plus importante est celle de saint Demetrios. Près du terrain de sport qui abrite l’association « Orpheas », fut inaugurée en 1994 la petite chapelle de Panagia Sophikiotissa. Depuis 2008, à la frontière est de la commune s’élève une nouvelle église de style néo-byzantin. Le village est raccordé à la route nationale 51.
L’exode rural des villages de la commune a disséminé quelque 1 200 anciens habitants de Sophiko à travers le monde, dont 900 hors du pays, dans la diaspora grecque. L’immigration de réfugiés depuis la Turquie (mais en provenance de nombreux pays) est en régression et touche surtout les villes des environs comme Orestiada et Didymotique. Les autres villages de la commune sont Asbestades (signifiant littéralement « les amiantés »), Asimenio, Hellénochori (où on a trouvé des pièces de monnaie d’argent datant du Ve siècle), Isakio, Kouphovouno (où on peut visiter une caverne, du nom de Vouvas, découverte en 1962 et où on peut voir des stalactites et des stalagmites dans un aven de 30 mètres de haut), Lagos, Mani, Petrades, Prangi, Rigio, Sitochori et Thyrea, dont le nombre d’habitants est en régression comme ailleurs dans la commune.

## Démographie
Selon le recensement de 2021, la ville de Didymotique compte 8 611 habitants.